# Borsodi-Mezőség
Borsodi-Mezőség este o arie protejată (arie specială de conservare — SAC, sit de importanță comunitară — SCI) din Ungaria întinsă pe o suprafață de 14.849,84 ha, integral pe uscat.

## Localizare
Centrul sitului Borsodi-Mezőség este situat la coordonatele 47°46′57″N 20°49′11″E / 47.7825°N 20.819722°E.

## Înființare
Situl Borsodi-Mezőség a fost declarat sit de importanță comunitară în mai 2004 pentru a proteja 2 specii de plante și 21 de specii de animale. Situl a fost protejat și ca arie specială de conservare în februarie 2010.

## Biodiversitate
Situată în ecoregiunea panonică, aria protejată conține 5 habitate naturale: Stepe și mlaștini sărate panonice, Pajiști stepice panonice pe loess, Pajiști aluvionare inundabile, de Cnidion dubii, Ape stătătoare oligotrofe până la mezotrofe, cu vegetație de Littorelletea uniflorae și/sau de Isoëto-Nanojuncetea, Lacuri eutrofice naturale cu vegetație de tip Magnopotamion sau Hydrocharition.
La baza desemnării sitului se află mai multe specii protejate:
- plante (2): Cirsium brachycephalum, Thlaspi jankae
- amfibieni (2): buhai de baltă cu burta roșie (Bombina bombina), triton cu creastă dobrogean (Triturus dobrogicus)
- mamifere (6): castor (Castor fiber), vidră de râu (Lutra lutra), dihor de stepă (Mustela eversmanii), liliac comun (Myotis myotis), șoarecele săritor de stepă (Sicista subtilis), popândău (Spermophilus citellus)
- nevertebrate (7): Catopta thrips, croitorul mare al stejarului (Cerambyx cerdo), orthosia schmidtii (Dioszeghyana schmidtii), Gortyna borelii lunata, Isophya costata, rădașcă (Lucanus cervus), fluturele purpuriu (Lycaena dispar)
- pești (5): avat (Aspius aspius), zvârluga (Cobitis taenia), romanogobio albipinnatus (Gobio albipinnatus), țipar (Misgurnus fossilis), boarță (Rhodeus sericeus amarus)
- reptile (1): țestoasa de baltă (Emys orbicularis)

Pe lângă speciile protejate, pe teritoriul sitului au mai fost identificate 13 specii de plante, 3 specii de amfibieni, 3 specii de mamifere, 4 specii de nevertebrate.